# 英国东印度公司
英國東印度公司（縮寫：EIC，另稱「可敬的东印度公司」（The ，縮寫：HEIC，俗稱「约翰公司」（John Company），是一个特許公司。西元1600年12月31日，英格兰女王伊丽莎白一世授予该公司皇家特許狀，给予它在印度贸易的特权而組成。它對於东印度贸易的垄断权达两个世纪。随时间的变迁，东印度公司从一个商业贸易企业变成印度的实际主宰者。在1858年被解除行政權力为止前，它还获得了协助统治和军事职能。
注：本条目中除非特别指明，提及的东印度公司均指英国东印度公司。

## 历史

### 创建年代

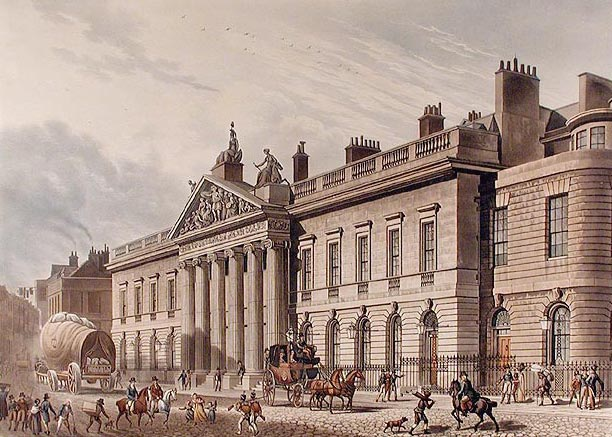
公司總部設於東印度大樓

東印度公司创立于1600年，最初的正式全名是倫敦商人在東印度貿易的公司（The Company of Merchants of London Trading into the East Indies）。它是由一群有创业心和有影响力的商人所组成。这些商人在1600年12月31日获得了英国王室给予他们的对东印度的15年的贸易专利特许。公司共有125个持股人，资金为7.2万英镑。

#### 原本的組織架構
東印度公司由一名總督和24名董事組成全體董事。他們皆由全體經營者委任，並要向全體經營者定時匯報。全體董事下轄有10個要作定時匯報的委員會。

### 在印度立足
一开始东印度公司对荷兰的香料贸易威胁很小，因此起初它也未能在东印度建立一个持久的据点。1608年，公司的船到达印度半岛西岸的蘇拉特，并在那里建立了一个贸易点。此后两年中，东印度公司得以在孟加拉湾乌木海岸的默蘇利珀德姆建立了它的第一所工厂。由于公司在印度登陆后报告说获得了很高的利润，促使英格兰国王詹姆斯一世向其它公司颁发了特許狀。1609年，詹姆斯一世向东印度公司發出了一張不設期限的特許狀，特許狀只會在公司连续三年没有盈利的情况下才會被取消。

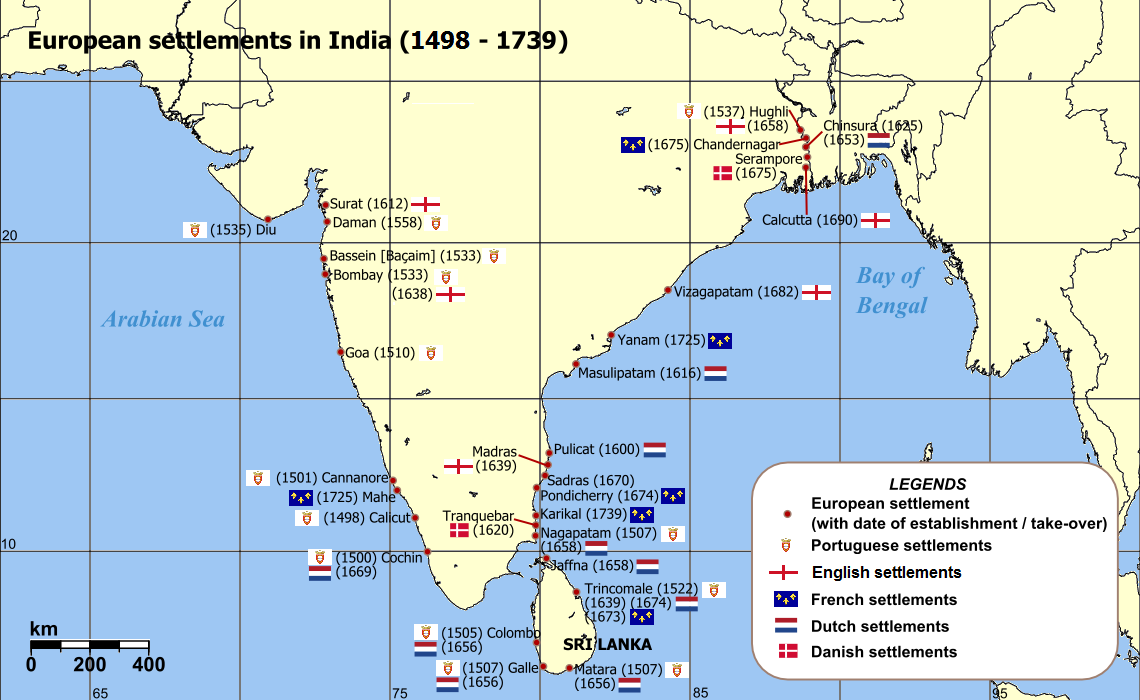
英國及其他歐洲國家在印度的拓居地（1501年至1739年）。

后来英国商人经常在印度洋与荷兰和葡萄牙竞争者发生武装冲突。1612年东印度公司战胜葡萄牙人，使他们获得蒙兀兒帝國皇帝贾漢吉尔的青睐。英国人认识到在远洋作战的胜败是暂时的，因此他们决定在印度本土建立受双方政府支持的立足点。他们要求国王采取外交措施来达到这个目的。1615年，英格兰国王詹姆斯一世派托馬斯·羅伊爵士拜访贾汗吉尔，贾漢吉尔是印度亚大陆70%的领域的统治者。这次外交拜访的目的在于在蘇拉特和其它地区授予東印度公司独一无二的定居和建立工厂的权利。作为交换，公司愿意向贾汗吉尔提供欧洲市场上的货物和珍品。这次旅程非常成功，贾汗吉尔通过羅伊爵士向詹姆斯一世回信道：
作为对你的王室的恩爱我向所有我统治的王国和海港下令接受任何英国商人作为我的朋友。他们可以在任何他们愿意的地方居住，他们享受无限制的自由。不论他们到达哪个海港，葡萄牙或其他人不准打扰他们。不论他们在哪个城市定居，我下令给所有我的总督和长官给予他们任何可以给予的、他们所需要的自由。他们可以任意交易和向他们的国家运输。

为了巩固我们之间的热情和友情，我希望陛下下令您的商人用他们的船运来各种珍品和适合我的王宫的商品，以及您有机会给我传递您的王家信件，以让我为您的健康和事业发展而欢欣。愿我们的友谊永恒。

### 扩张
在这样明显的政策保护下東印度公司很快就超过了在果阿、吉大港和孟买建有基地的葡萄牙人，涉及的業務大幅擴張。公司先后在苏拉特、金奈（1639年）建立了大本营。1634年莫卧尔帝國皇帝将他对英国商人的优待扩展到孟加拉地区（1717年甚至完全敕免了孟加拉地区的关税）。到1647年为止它在印度已经建立了23个工厂（即基地），有90个雇员。其中大的基地有位于孟加拉的威廉堡、在金奈的圣乔治堡。1662年葡萄牙公主凯瑟琳嫁给英格兰国王查理二世，孟买作为嫁妆被凯瑟琳带给英国。1668年英格兰国王将孟买承包给东印度公司。1687年东印度公司将总部从苏拉特搬到孟买。1690年，东印度公司开发加尔各答。
1657年奥利弗·克伦威尔更新了1609年的特许狀并对公司的股份分配进行了小的调整。英国王室復辟后，公司的地位更加提高。1670年查理二世更发布了五條法律，授予東印度公司自主占领地盘、铸造钱币、指令要塞和军队、结盟和宣战、签订和平条约和在被占据地区就民事和刑事诉讼进行审判的权利，公司作為英國海外的代理人。
東印度公司的敌人包括商业竞争者、敌对国家和国内的敌对势力，因此它需要更多的保护权利。从事军事行动的权利因此对公司来说是非常重要的。1680年代公司很快就建立了一支自己的武装力量，其主要人员来于对当地居民的征募。到1689年为止東印度公司可以说擁有了一个「国家」的特性，它自主地控制着孟加拉、金奈和孟买的统治，拥有可怕的和有威胁性的军事力量。在1698年，公司擁有了自己的格言─「從屬於贊助者—英格蘭國王和國會」（Auspicio Regis et Senatus Angliae）。
東印度公司的主要贸易货物是棉花、丝绸、靛青、智利硝石和茶葉。同时東印度公司不断对荷兰人通过马六甲海峡对香料贸易的垄断挑战。1715年，東印度公司在广东建立贸易点（澳門十六柱）来使用银换取茶叶。

### 通向完全垄断的道路

#### 贸易垄断
大量的財富讓東印度公司開始在英國政治中起到影響力，公司的職員發財回到英國後建立了自己的不動產、企業和獲得了政治權利。在英國國會中公司建立了一支自己的說客隊伍。但一些原來與東印度有野心的商人也對公司施加壓力，他們希望能夠在印度建立自己的私人公司。在這些壓力下，1694年國會通過了一個非管制法案。這個法案允許任何英國公司與印度貿易，除非國會通過法案禁止該貿易。這樣英國國會實際上取消了施行了約100年的特許狀。
1698年國會通過法律建立了一個平行的「東印度公司」（官方名字為「英國東印度貿易公司」）這個公司擁有國家保障的二百萬英鎊的資金。但舊公司強大的分股人很快就購買了31.5萬英鎊的新公司的股份，這樣他們就在新公司中佔多數了。兩個公司在此後保持合作又對抗的關係，在英國和在印度抗爭了一段時間，都想獲得貿易的主宰地位。但很快就看得出老公司實際上幾乎沒有遇到任何競爭。最後兩個公司終於在1702年合併，同時參加合併的還有政府的一些機構和兩個其它公司。這個新公司向政府出借了320萬英鎊，作為交換獲得了此後三年的獨一特權。這個合併公司的全名為「英格蘭商人東印度貿易聯合公司」。
此後幾十年國會和東印度公司之間不斷爭戰，公司希望自己成為一個永久性負責控制英國海外經濟的組織，而國會則不放過任何機會來佔用公司的財富而同時不使它獲得更大的自主權。1712年雖然政府還清了它的債，但仍立了一條法律重申了公司的地位和權力範圍。1720年英國15%的進口來自印度，幾乎所有進口通過東印度公司。公司通過其說客而再次保證了其影響，1730年公司的特許狀被延長到1766年。
此時英國和法國成為了大敵。兩國之間常常為控制殖民地而發生小戰爭。1742年，由於政府懼怕戰爭會導致財政困難，同意再將東印度公司的特許證的期限延長到1783年，代價是公司向政府再貸款100萬英鎊。最後小衝突真的導致了戰爭。從1754年到1763年在七年戰爭中，英國的主要注意力集中在加固其在歐洲和北美洲的土地。戰爭也波及到印度。公司軍隊與法軍在那裡爆發衝突。與此同時英國通過工業革命超過了它的歐洲競爭者。由於戰時軍隊和經濟的補給需要與印度的貿易大增，同時英國獲得原材料的能力和生產方式的效率也提高了。其結果是英國人的生活水平提高。這個富強導致的生產和需求又提高了它對遠洋貿易的需要。東印度公司成為英國對世界市場的單一最大佔有者，並對政府施政加以影響。在法國大革命之後，英屬東印度公司開始獨占在廣州的貿易權。
威廉·佩恩在他1808年的書《倫敦的微觀世界》中寫道：
1801年3月1日，東印度公司欠債5,393,989英鎊，擁有動產15,404,736英鎊，其銷售從1793年2月從4,988,300英鎊提高到今天7,602,041英鎊。

#### 硝石貿易
自17世紀中期，東印度公司開始涉足硝石貿易。由於硝石是製造火藥的原料，因此英國軍隊對硝石的需求十分殷切，而英國君主每次訂下的合約往往需要上數百噸的硝石，東印度公司則可從中賺上數萬鎊。公司其中一位總督甚至曾經在1864年說到，從賣硝石賺的錢比課鹽稅還要高。
在這段時期，東印度公司於中國、印度和英國建立了一條呈三角關係的貿易航線，好使英國從當地進口茶葉和絲綢。

#### 鴉片貿易
在18世紀，英国和中國的贸易逆差巨大，因此在1773年，東印度公司在孟加拉取得了鴉片貿易的獨佔權。但由於中國禁止鸦片贸易，所以公司不能直接运输鸦片到中国。公司在孟加拉地区生產的鴉片要先在加爾各答出售，再從那裡運到中國。
儘管中國政府一直禁止鴉片入口，又在1799年重申禁止鴉片煙，但公司仍從孟加拉透過貿易商和中介走私鴉片到中國廣州等地，平均每年更高達900噸。鴉片源源不絕的輸入中國，使中英貿易形成了龐大的逆差，儘管中國輸出茶葉、絲綢和瓷器，仍未能阻止白銀大量流出的問題。1802年威廉·渣甸是一名在英国東印度公司在加爾各答與廣州之間航行的商船「布倫瑞克號」上進行海上服務的外科醫生，當時的東印度公司壟斷英國與印度及中國之間的贸易。在1838年，當時鴉片輸入中國的數量高達1400噸，中國不得不對走私者處以死刑，並派出欽差大臣林則徐監督禁煙。禁煙與日後的銷煙使威廉·渣甸說服了英國對外用兵，引發了1840年鴉片戰爭，最終使中國开放国门，并割讓香港島予英國。

#### 殖民垄断

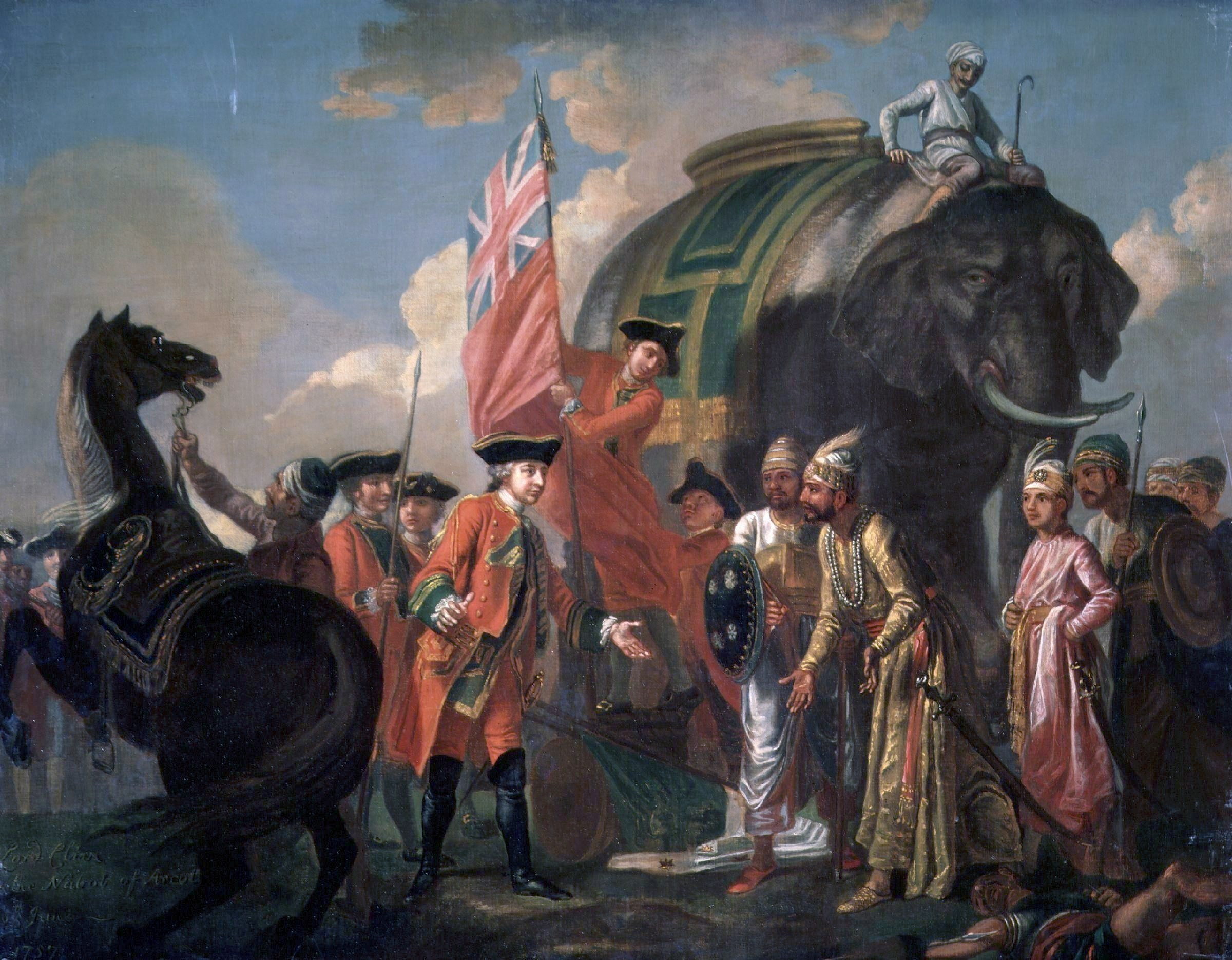
羅伯特·克萊芙，第一代克萊芙男爵，是英國派駐到孟加拉的首任總督。

七年戰爭中法軍戰敗，重重打擊了法國的帝國夢，也削弱了法國境內工業革命的影響。英軍統帥羅伯特·克萊芙少將在印度獲得了一次出奇的勝利，擊敗了那裡的法軍，重佔聖喬治堡。在1763年的巴黎條約中法國在印度的勢力僅限於本地治裡、馬希、雅南等幾個沒有武裝的貿易點。雖然這些小貿易點在此後兩百年中保留在法國手中，但法國對印度土地的願望被打破了，對東印度公司來說這消滅了它的一個大的經濟對手。相反的，東印度公司此時擁有一支有紀律、有經驗的軍隊，它得以從其在金奈的基地出發，不受任何其它殖民強國的影響，保障它從孟加拉到加爾各答的利益。

#### 地方反抗
但是當地統治者依然反抗東印度公司的統治。 1757年克萊芙在普拉西戰役中擊敗了法國支持的最後一支反抗力量。這次勝利卻使得英國與莫臥爾帝國之間的關係惡化。在奧朗則布皇帝去世後，莫臥爾帝國已經處於分裂過程中。在與公司作戰失敗後，莫臥爾皇帝放棄了對孟加拉、比哈爾邦和奧里薩邦的統治。克萊芙由此成為第一位英國在孟加拉的總督。傳奇的邁索爾國王提普蘇丹也為英軍製造了一些麻煩。他是法國的同盟者，在四次英邁戰爭中，他繼續反抗東印度公司的統治。 1799年英軍佔領邁索爾，提普蘇丹被殺。此後公司繼續逐漸削弱當地的反抗勢力，佔據了孟買及其附近地區。在這些戰爭中，阿瑟·韋爾斯利，後來的第一代威靈頓公爵，初露鋒芒，這是他通向半島戰爭和滑鐵盧戰役的道路的起點。這樣英國占據了整個南印度、東印度和西印度。最後的阻力來自北部德里、奧德、拉傑普塔納和旁遮普的地方勢力。公司通過施加壓力、挑撥離間、提供可疑的保護等手段有效地防止了這些公國聯合抗英。從1757年到1857年印度民族起義東印度公司不斷加固其統治，它變得越來越像一個國家，而不像一個貿易企業了。

### 公司事务的規管

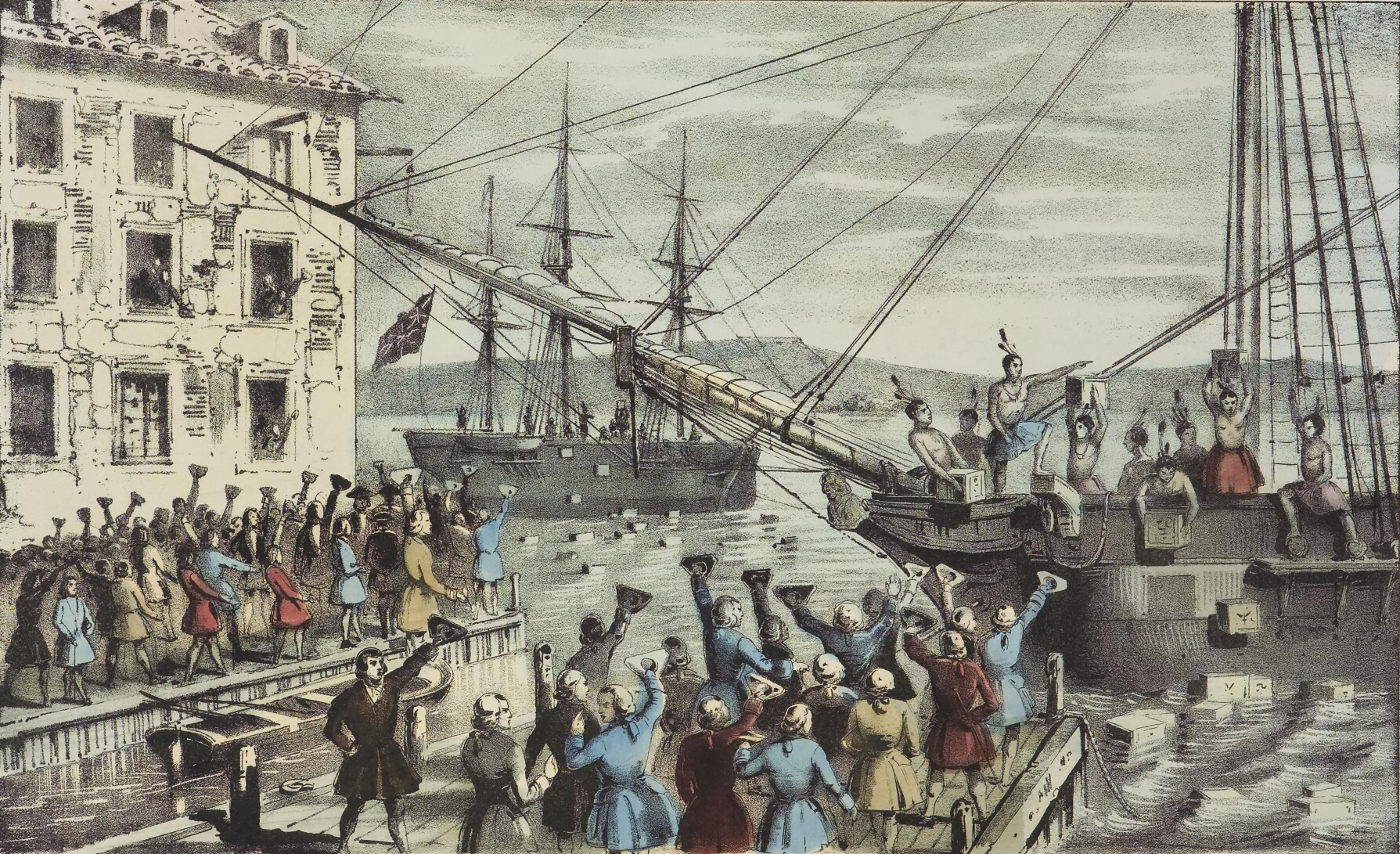
東印度公司的垄断手段导致了波士顿茶叶事件。

#### 经济困难
虽然公司在征服反抗国家方面越来越大胆和野心勃勃，但公司无法管理占据地盘的巨大耗资也越来越明顯。1770年的孟加拉大饥荒（当地六分之一的居民餓死）在英国本土也敲响警钟。由于劳动效率的降低，英国在孟加拉占领地区的军备和管理支付不断增加，失去控制。同时在工业革命后时期，欧洲的贸易也萧条。绝望的公司总裁们向國会呼吁提供经济资助。1773年國会通过《茶叶法案》。这个法令给予東印度公司在与美洲贸易时更大的自主权。公司的垄断行为导致波士顿茶叶事件。这是引發美国独立战争的一个重要導火線。英国卷入美国革命，法国也濒于爆发革命。

#### 規管法案

##### 1773年東印度公司法案
通过这个法令英国國会对公司的管理和经济进行了一系列改革，它明确地建立了國会对公司的主权和最终控制权力。此法令承认公司的政治职责并明确规定「公司為王室代行王室之主權，而不是为公司自己获得主权」。
虽然東印度公司在國会里的说客和公司股东的强烈反对，这个法令还是通过了。它引入了实质性的政府控制，将公司统治的地区形式上纳入王室管理下，但王室将其主权以四万英镑的租金租给公司两年。在这个条件下孟加拉總督沃倫·黑斯廷斯升级为高級总督，对整个英属印度拥有管理权。它规定虽然黑斯廷斯是公司理事会任命的，但今后这个职务要由王室指令的四人委员会来任命。黑斯廷斯被授命宣战和签署和平条约的权利。英国司法人员被派往印度施行英国法律。总督和四人委员会拥有所有立法权。由此黑斯廷斯实际上成为英国的第一位印度总督。公司允许继续维持其实际上的贸易垄断地位，代价是上述的两年的交款和每年向英国出口至少若干货物的义务。管理机构的费用也由公司支付。这些一开始公司希望获得的条件后来成为一个非常大的每年的经济负担。公司的经济状况继续不断下降。

##### 1784年东印度公司法案（皮特法案）
这个法案有两个重要内容：
- 公司与英国政府之间的关系：法案明确区分公司的政治任务与它的商业活动。法案明确规定公司的政治活动服从英国政府命令。为了达到这个任务，法案就印度事务建立了一个管理委員會。委员会成员包括财政大臣、一名國務大臣和四名由英国君主任命的枢密院顧問官。法案规定该國務大臣为委员会主席。
- 英属印度的内部管理：这个法案为英国在印度的中央官僚管理机构奠定了基础，这个官僚机构将在20世纪初在喬治·納撒尼爾·寇松，第一代寇松男爵总督任內达到其顶峰。

这个法案的颁布是因为当时人们认识到政府控制与公司权力之间的关系不明确，有解释的余地。政府也感到它有义务回复被占领地区的当地人应该获得更好的待遇的人道呼吁。公司过去的股东埃德蒙·伯克在1783年就认识到这些情况应该被处理而提议了一條《1783年規管法案》，但伯克的法案被公司的说客反对掉了，他们指责伯克法案中指令委员会的建议有利于伯克自己的亲信。

##### 1786年法案
这个法案扩大了总督的权力，它规定在特殊情况下总督可以不顾委员会多数意见而自己负责做出决定，同时它还规定总督和军队司令可以由同一个人担任。
这个法令确定了王室与公司之间的界线。从此公司成为王室的一个规则服从机构，它自己有比较大的自由和责任，以获得稳定的扩张和巩固。公司与王室达成了互相信任后，它继续通过威胁和引诱来扩大其地盘。到19世纪中叶，它的统治地包括印度大多数地区、缅甸和新加坡。世界五分之一人口受它的统治。

##### 1793年特許狀法案
這個法案，延長東印度公司在印度的壟斷权，和協助統治權長達20年。

##### 1813年特许狀法案
東印度公司的侵略政策使得它几乎控制了整个印度，印度的王公都成为公司的附属。但战争的费用使得公司的经济濒临崩溃。公司不得不向國会乞求帮助。1813年的法令是在这个情况下颁布的，其中包括：
- 确认公司占领的印度地盘的主权屬英国君主。
- 公司特许狀被延长20年，但是：

1. 除茶叶贸易和与中国的贸易外，公司对印度贸易的垄断被剥夺。
2. 公司必须将其贸易与地区帐务区分开来。

- 印度对传教士开放。

##### 1833年特许狀法案
这个法案的是英国的工业革命和随之产生的对市场的追逐，以及放任政策的政策所促成。
法案内容：
- 剝奪公司的商業職能
- 将公司的政治和管理权威再次延长20年
- 管理委员会获得全部控制公司的权力和权威，管理委員會主席形同「印度事務的部長」
- 加强中央集权制，给予总督管理和控制所有民间和军事事务的权力和权威
- 建立了一个立法机构
- 结束英国东印度公司作为商业机构的活动，成为纯粹的行政机构。特别是，公司丧失对中国和远东其他地区的贸易垄断地位。
- 任何公司内关于印度事务的职务在授职时任何人不因其宗教、出生地、来源或肤色而受歧视。

此時英國繼續不斷擴大其勢力範圍。 1845年它買下了丹麥殖民地特蘭奎巴。東印度公司將其影響擴張到中國、菲律賓和爪哇島。通過向中國販賣在印度收割的鴉片它解決了與中國茶葉貿易的逆差問題。中國試圖禁止販賣鴉片的努力導致了第一次鴉片戰爭。

##### 1835年英語教育法案
1835年英語教育法案要求東印度公司書院（赫爾利伯略行政管理學校前身之一）專門培訓和訓練印度行政官員及設立印度樞密院。

##### 1853年特许狀法案
这个法令（Charter Act of 1853）规定英属印度保留在公司的管理下，直到议会另作决定。

### 結束
東印度公司對印度的行政管理成為英國公務員制度的原型。1813年公司的壟斷地位被打破後公司漸漸脫離了貿易業務。1857年印度民族起義後公司將它的管理事務也交付給了英國政府，印度成為英國的一個直轄殖民地。1860年代中，公司在印度的所有財產交付政府。公司僅幫助政府從事茶葉貿易（尤其是與聖赫勒拿島）。《東印度公司股息救贖法案》生效後公司於1874年1月1日解散。《泰晤士報》評論說：
| “ | 在人類歷史上它完成了任何一個公司從未肩負過，和在今後的歷史中可能也不會肩負的任務。 | ” |

### 後續
在1987年，有咖啡商人成立了一間名為「東印度公司」的有限公司，並於1990年申請以原東印度公司的紋章作為自己的商標。但專利局則指「使用這個紋章的公司不能稱呼自己為『東印度公司』」，但到了1996年，該公司更為自己成立了網站theEastIndiaCompany.com。該公司現時以「東印度公司」的名義售賣各種高級食品，例如茶葉，聖赫勒拿島的咖啡，酒類，巧克力和餅乾；亦有推出紀念幣，以及有關東印度公司歷史的書等等。但是要注意的是，儘管該公司聲稱繼承了於1600年成立的東印度公司，但它並非本來公司的一部份，與原公司在法律上完全沒有關係。

## 影响
東印度公司的總部在倫敦利德賀街。它主要建立了英屬印度。 1717年莫臥爾帝國皇帝下令免除東印度公司在孟加拉的關稅，這給該公司對印度貿易一巨大優勢。1757年羅伯特·克萊芙爵士在普拉西戰役中的決定性勝利使東印度公司成為了一股有力的經濟和軍事力量。1760年除少數海岸貿易點外（如本地治裡等），法國已被逐出印度。
東印度公司對從英國到印度的路途也有興趣。早在1620年該公司就聲稱對南非桌山一帶有擁有權。後來它佔領和統治了聖赫勒拿島；又參與佔領和建設香港和新加坡；以及僱傭威廉·基德對付海盜；另外，公司在印度引入和種植茶。公司歷史上其它值得注意的事件包括：將拿破崙關押在聖赫勒拿島上、伊利胡·耶魯靠東印度公司發財，而其貿易在英國美洲殖民地則導致了波士頓茶葉事件。
东印度公司最初的旗幟由圣乔治十字和横杠组成，後來圣乔治十字被替換為大不列顛王國國旗，這有可能是美国国旗的榜样。对历史上两面旗帜的比较说明这个论点有一定的道理。东印度公司的旗帜是1600年代设计的，美国国旗是1777年设计的。
東印度公司的船塢為聖彼得堡提供了一個原型，其管理機構的一些成分一直延用到印度的官僚機構，而其公司組織則是早期股份公司的一個成功的典範。該公司對孟加拉地區的財政要求使得當地政府面臨1770年的飢荒束手無策，這次飢荒在1770年到1773年間導致上百萬人死亡。

## 旗幟

歷史描繪中的不列顛東印度公司旗幟
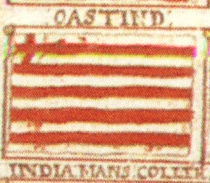
唐曼(Downman,1685)
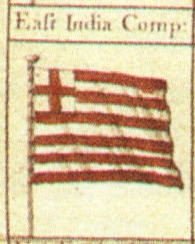
朗斯(Lens,1700)
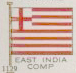
國家地理雜志中的公司旗幟 (1917)
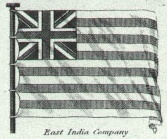
里斯(Rees,1820)
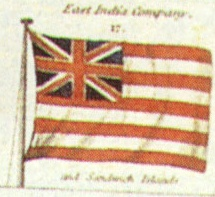
勞瑞(Laurie,1842)

現代描繪中的不列顛東印度公司旗幟
1600年至1707年的公司旗帜
1707年至1801年的公司旗幟
1801年至1874年結業前的公司旗幟

不列顛東印度公司的旗幟隨時間而變化。從1600年開始，旗幟左上角的紋章由代表英格蘭王國的聖喬治十字架組成。隨著1707年《聯合法令》的實施，改為新的聯合王國旗，旗幟左上角的紋章由英國的聖喬治十字勳章和蘇格蘭的聖安德魯十字架組成，代表大不列顛王國。在1800年《聯合法令》將愛爾蘭與大不列顛合併組成大不列顛及愛爾蘭聯合王國之後，東印度公司旗幟上的紋章也作了相應更改，包括加入了聖帕特里克十字。
關於旗幟中條紋的數量和順序已經有很多爭論。歷史文獻和繪畫顯示了9到13條條紋的變化，一些圖像顯示頂部條紋為紅色，另一些圖像顯示為白色。在美國獨立戰爭時期，東印度公司的旗幟與大聯邦旗(Grand Union Flag)旗幟幾乎相同。歷史學家查爾斯·福塞特（Charles Fawcett）聲稱，東印度公司的標誌啟發了美國星條旗。

## 東印度會
東印度公司的員工和前員工在1849年於倫敦成立了東印度會。該會至今仍然存在，會所位於倫敦聖詹姆士廣場16號。

## 大眾文化
東印度公司曾出現在2006年電影《加勒比海盜2》中，但故事卻設定發生在地球另一邊的西印度（即中美洲）。
帝国时代3印度篇出現英國東印度公司。

## 船隻
東印度公司旗下的船隻常被稱為「東印度商船」，較知名的船有：
- 阿伯加文尼伯爵號
- 皇家船長號
- 馬達加斯加號（英语：Madagascar (1837 ship)）

## 東印度公司檔案
不同其他英國政府檔案，東印度公司（及日後的印度辦公室）的文件並非存放於倫敦基尤的國家檔案館，而是存放於倫敦大英圖書館，並作為亞洲、太平洋及非洲類館藏。其目錄能夠在網上搜尋，大部份文件更免費向公眾開放。

## 外部連結
- 由貿易到殖民化
- 秘密貿易
- 東印度公司與亞洲，大英圖書館的免費資源
- 東印度公司史
- 東印度公司在印度
- 美國國會圖書館的研究Archive.today的存檔，存档日期2012-05-26
- 歷史與政治：東印度公司
- 英國擴張主義
- 「世上首間跨國公司」（页面存档备份，存于）
- 印度的起義（页面存档备份，存于）
- 東印度公司的歷史和結果（页面存档备份，存于），由馬克思於1853年撰寫
- 東印度會，現今非東印度公司的職員也可以入會